# Lac de Bukkapatnam
 (décembre 2012).
Si vous disposez d'ouvrages ou d'articles de référence ou si vous connaissez des sites web de qualité traitant du thème abordé ici, merci de compléter l'article en donnant les références utiles à sa vérifiabilité et en les liant à la section « Notes et références ».
Le lac de Bukkapatnam, en anglais Bukkapatnam Lake, est un lac indien de l'Andhra Pradesh se situant près de sept petits villages :
- Bukkapatnam
- Puttaparthi
- Penukonda
- Karnatakanagepalli
- Kothacheruvu
- Guntipalli
- Yenumula Palli

Le lac se trouve également près du Sri Sathya Sai Airport et de deux gares, Sathya Sai Prashanthi Nilayam et Kothacheruvu Railway.